# Johann David Nessenthaler
Johann David Nessenthaler (* 1717 in Augsburg; † 1766 ebenda) war ein deutscher Zeichner und Kupferstecher, der insbesondere durch satirische Darstellungen bekannt wurde.

## Leben

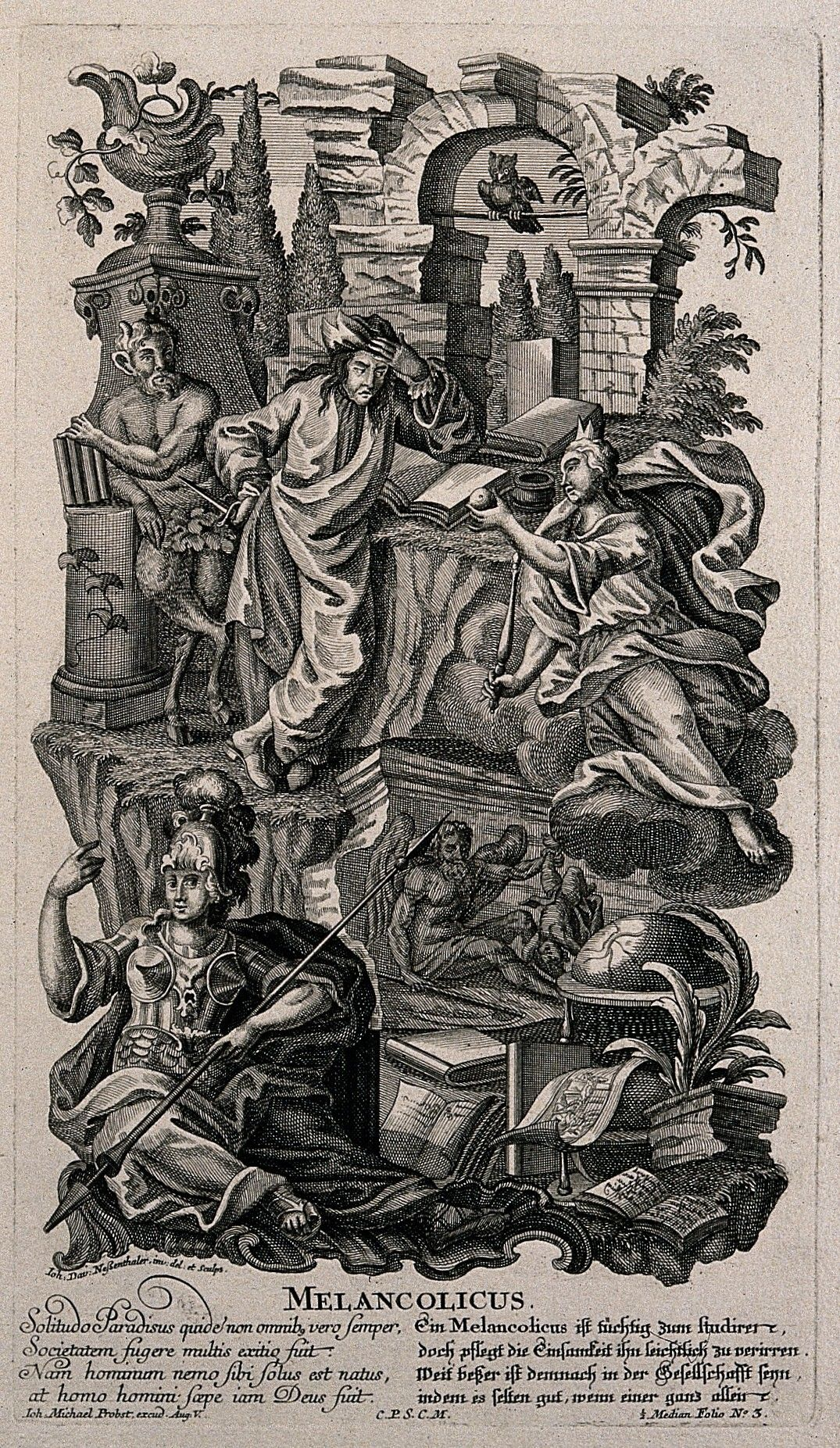
Johann David Nessenthaler: Der ausgebrannte Student, um 1750

Johann David Nessenthaler wurde 1717 in Augsburg als Sohn des Kupferstechers Georg David Nessenthaler und seiner Frau Regina geboren. Über die künstlerische Ausbildung ist nichts bekannt, anzunehmen ist eine Ausbildung durch den Vater. 1736 trat Johann David Nessenthaler als Erfinder in Erscheinung. Ein gedruckter Handzettel kündigt einen von ihm erfundenen Antrieb ohne Wasserkraft für Mahl-, Säge-, Schleif- und ähnliche Mühlen an. Näheres oder weitere Erfindungen sind nicht bekannt. Johann David Nessenthaler wirkte bis zu seinem Tod als Zeichner und Kupferstecher. Vielfach kooperierte er mit dem Kupferstecher und Verleger Martin Engelbrecht. 
1759 handelte Nessenthaler sich Ärger mit der Zensur ein und wurde inhaftiert. Auf zwei Eingaben der Mutter kam er nach einer Verurteilung zu 14 Tagen Arbeitshaus frei. Nessenthaler hatte Mitte des Siebenjährigen Krieges einen Kupferstich gefertigt, auf dem  ganz Deutschland auf den Knien den hoch zu Ross sitzenden Preußenkönig um Frieden anflehte. Der Rat erweiterte als Reaktion die Zensur in einem Dekret auf alle in Augsburg gestochenen und gehandelten Kupferstiche. Nessenthaler gab beim Verhör an, aus Geldnot gehandelt zu haben. Die Kupferplatte habe er bereits versetzt. Die gesamte Auflage wurde konfisziert. Das Druckgewerbe wurde explizit auf das Dekret und das Strafmaß hingewiesen.
Nessenthaler fertigte bis zu seinem Tod 1766 zahlreiche Zeichnungen, Vignetten, Einblattdrucke und Kupferstichfolgen darunter zahlreiche Blätter mit gesellschaftssatirischen und -kritischen Inhalten. Auf dem hohen Niveau der Augsburger Grafikproduktion des 18. Jahrhunderts steht Nessenthaler technisch gesehen in der zweiten Reihe. Seine satirischen Inventionen sind durchaus originell und einprägsam.

## Werke
- Die vier Temperamente, um 1750.
- Der neu eröffnete Politische Masqirte Ball der kriegenden Pouissancen in Germania, 1758.